# Parafia św. Michała Archanioła w Bohdanowie
Parafia św. Michała Archanioła w Bohdanowie – rzymskokatolicka parafia znajdująca się w archidiecezji mińsko-mohylewskiej, w dekanacie wołożyńskim, na Białorusi.

## Historia
Parafia erygowana w 1505 lub 1550. W II połowie XVII w. z fundacji wojewody trockiego Piotra Paca powstał tu drewniany kościół, zniszczony podczas II wojny światowej. Parafia została zlikwidowana w czasach carskich. Świątynia była wówczas kościołem filialnym parafii św. Jana Chrzciciela w Holszanach. Przed II wojną światową parafia w Bohdanowie należała do dekanatu Oszmiana archidiecezji wileńskiej.

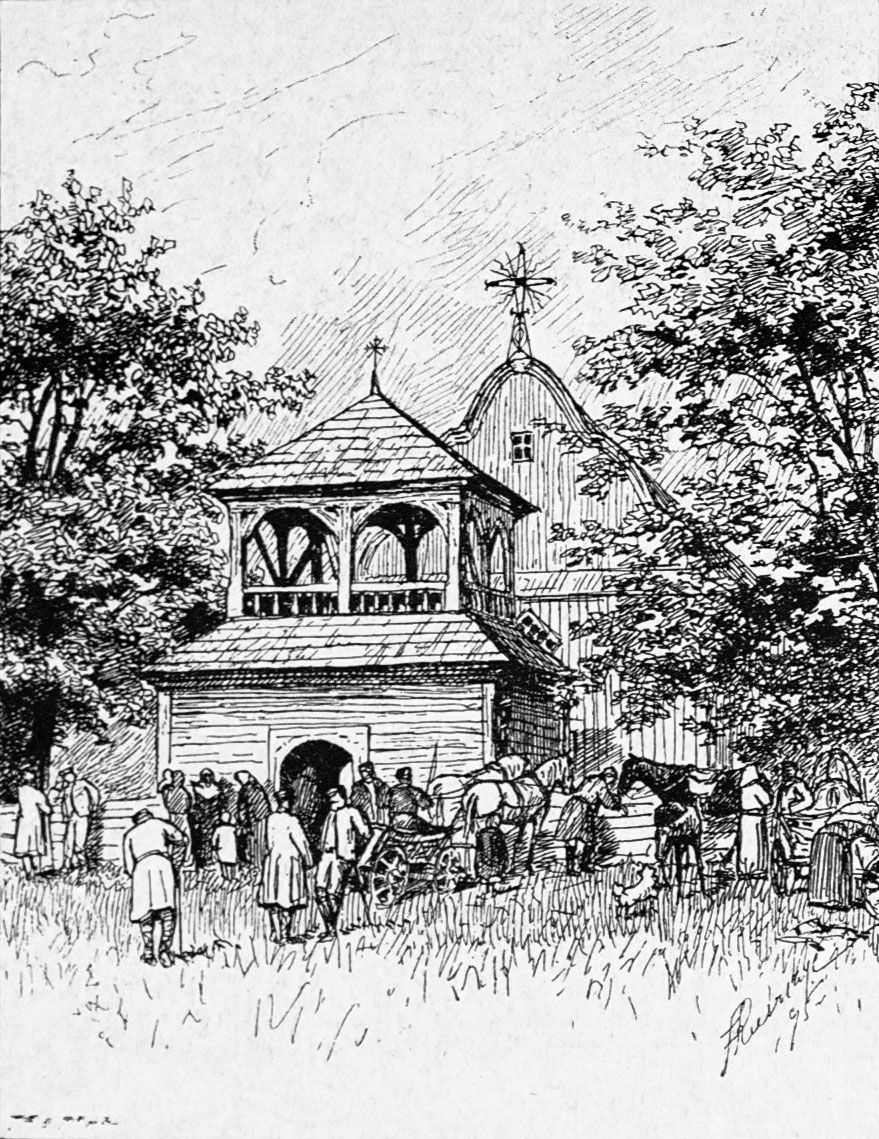
Kościół św. Michała Archanioła w 1896 roku